# Kijevo (Šibenik-Knin)
Pour les articles homonymes, voir Kijevo.
Kijevo est un village et une municipalité située en Dalmatie, dans le comitat de Šibenik-Knin, en Croatie. Au recensement de 2001, la municipalité comptait 532 habitants, dont 99,81 % de Croates ; en 2001, la municipalité et le village étaient confondus.

## Localités
La municipalité de Kijevo ne compte qu'une seule localité, le village éponyme de Kijevo.